# 오버스캔
오버스캔(overscan)은 특정 텔레비전에서 입력 영상의 일부가 화면의 가시적 경계에 의해 잘려나가는 현상을 말한다. 이는 1930년대부터 2000년대 초반까지 브라운관(CRT) 텔레비전 수상기가 비디오 영상이 화면 경계 내에 배치되는 방식이 매우 다양했기 때문에 존재했다. 이후 영상 주변에 검은색 가장자리가 있는 비디오 신호를 사용하는 것이 일반적인 관행이 되었으며, 텔레비전은 이 방식으로 가장자리를 제거하도록 설계되었다.

## 기원
초기 아날로그 텔레비전은 제조 공차 문제로 인해 표시되는 영상이 다양했다. 또한 초기 전원 공급 장치의 설계 제한으로 인한 영향도 있었는데, DC 전압이 후기 전원 공급 장치만큼 잘 조절되지 않았다. 이로 인해 AC 라인 전압의 정상적인 변화에 따라 영상 크기가 달라질 수 있었고, 밝은 전체 영상이 표시될 때 증가된 전자빔 전류로 인해 CRT 양극 전압이 떨어져 영상 크기가 약간 증가하는 '블루밍(blooming)'이라는 현상도 발생할 수 있었다. 이 때문에 TV 제작자들은 영상의 가시적인 가장자리가 어디에 있을지 확신할 수 없었다. 이를 보완하기 위해 세 가지 영역을 정의했다.
- 타이틀 세이프: 합리적으로 유지 관리되는 모든 수상기에서 텍스트가 잘리지 않는 것이 확실한 영역.
- 액션 세이프: "완벽한" 수상기(오버스캔을 줄일 수 있는 고정밀도)가 이미지를 잘라낼 것으로 예상되는 더 넓은 영역.
- 언더스캔: 추가적인 검은색 경계선이 있는 신호의 전자적 가장자리까지의 전체 이미지 영역으로, 원래 이미지의 일부가 아니었다.
- 풀스캔: 신호의 전자적 가장자리까지의 전체 이미지 영역(이미지에 검은색 경계선이 있는 경우).
- 관찰 가능한 풀스캔: 이미지의 추가 검은색 경계선(있는 경우)만 제거하는 오버스캔 이미지 영역.

상당수의 사람들이 여전히 오버스캔 영역의 일부를 볼 수 있었기 때문에, 장면에 중요한 것은 놓이지 않았지만, 마이크, 무대 스태프 및 기타 방해물이 없어야 했다. 스튜디오 모니터와 카메라 뷰파인더는 이 영역을 표시하도록 설정되어 제작자와 감독이 원치 않는 요소가 없는지 확인할 수 있도록 했다. 이 모드를 사용할 때 언더스캔이라고 한다.
전압 변동과 무관하게 이미지 크기가 동일하게 유지되어 오버스캔이 필요 없는 LCD TV가 널리 보급되었음에도 불구하고, 많은 LCD TV는 여전히 오버스캔이 기본으로 활성화되어 출시되지만, 사용자는 TV의 온스크린 메뉴를 사용하여 이를 비활성화할 수 있다.

## 현대 비디오 디스플레이

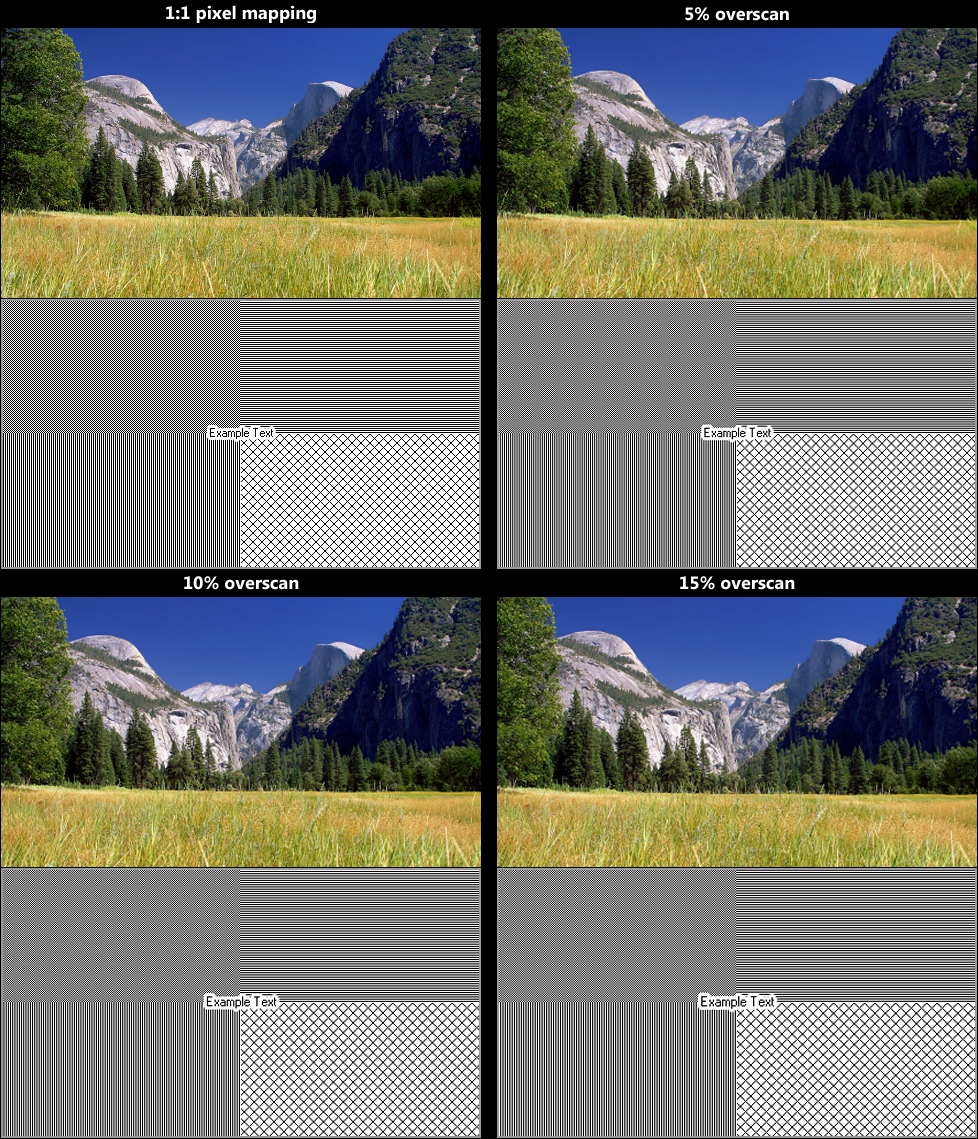
고정 픽셀 디스플레이에서 오버스캔의 효과
(정확한 효과를 보려면 전체 크기로 보세요.)

오늘날의 디스플레이는 DVI, HDMI, DisplayPort와 같은 디지털 신호로 구동되며, 액정 디스플레이와 같은 새로운 고정 픽셀 디지털 평판 디스플레이 기술을 기반으로 하여 모든 픽셀이 시청자에게 보이는 것으로 안전하게 가정할 수 있다. 따라서 디지털 신호로 구동되는 디지털 디스플레이에서는 신호의 모든 픽셀이 디스플레이의 물리적 픽셀에 명확하게 매핑되므로 조정이 필요 없다. 오버스캔은 화질을 저하시키므로 디지털 평판에서는 바람직하지 않다. 따라서 1:1 픽셀 매핑이 선호된다. 그러나 VGA와 같은 아날로그 비디오 신호로 구동될 때 디스플레이는 타이밍 변화의 영향을 받으며 이러한 수준의 정밀도를 달성할 수 없다.
컴퓨터 디스플레이용으로 제작된 CRT는 조정 가능한 테두리가 있는 언더스캔으로 설정되며, 일반적으로 검은색이다. 애플 IIGS와 같은 일부 1980년대 가정용 컴퓨터는 테두리 색상까지 변경할 수 있었다. 낮은 정밀도의 허용 오차를 허용하기 위해 필요한 경우 테두리 크기와 모양이 변경된다(후기 모델에서는 테두리를 최소화하거나 제거하기 위한 정밀 보정이 가능하지만). 따라서 컴퓨터 CRT는 TV보다 물리적 화면 영역을 적게 사용하여 모든 정보를 항상 표시할 수 있도록 한다.
컴퓨터 CRT 모니터는 일반적으로 검은색 테두리를 가지고 있다(사용자가 이를 최소화하도록 미세 조정하지 않는 한). 이는 비디오 카드 타이밍에서 볼 수 있는데, 데스크톱에서 사용되는 것보다 더 많은 라인을 가지고 있다. 컴퓨터 CRT가 17인치(16인치 가시)로 광고될 때, 튜브의 대각선 1인치가 플라스틱 캐비닛으로 덮여 있다. 이 검은색 테두리는 기하학적 보정이 기본값으로 설정될 때 이 사라진 1인치(또는 그 이상)를 차지할 것이다(아날로그 입력을 가진 LCD는 신호의 이 부분을 네 면 모두에서 의도적으로 식별하고 무시해야 한다).
비디오 게임 시스템은 중요한 게임 액션을 타이틀 세이프 영역에 유지하도록 설계되었다. 구형 시스템은 테두리를 사용하여 이를 수행했다. 예를 들어, 슈퍼 패미컴은 윈도우박스 방식으로 검은색 테두리가 있는 이미지를 표시했으며, 일부 NTSC 텔레비전과 모든 PAL 텔레비전에서 볼 수 있었다. 최신 시스템은 오버스캔 영역에 부가적인 세부 정보를 채워넣는 방식으로 라이브 액션과 거의 비슷하게 콘텐츠를 프레임한다.
1980년대와 1990년대 초에 등장한 다양한 가정용 컴퓨터 중 ZX 스펙트럼 또는 코모도어 64와 같은 많은 기기들은 화면 주위에 테두리를 가지고 있었는데, 이는 디스플레이 영역의 프레임 역할을 했다. 아미가와 같은 일부 다른 컴퓨터는 비디오 신호 타이밍을 변경하여 오버스캔을 생성할 수 있었다. C64, 암스트래드 CPC, 및 아타리 ST의 경우 특별한 코딩 트릭으로 겉보기에 고정된 테두리를 제거하는 것이 가능하다고 입증되었다. 이 효과는 16비트 아타리 데모씬 내에서 오버스캔 또는 풀스크린이라고 불렸으며, 약간 후에 싱크-스크롤이라는 CPU 절약 스크롤링 기술의 개발을 가능하게 했다.

## 데이터 방송
아날로그 텔레비전 오버스캔은 데이터 방송에도 사용될 수 있다. 가장 간단한 형태는 클로즈드 캡션과 문자 다중 방송으로, 둘 다 수직 귀선 기간(VBI)에 전송된다. 전자 프로그램 안내, 예를 들어 TV 가이드 온 스크린도 이 방식으로 전송된다. 마이크로소프트의 HOS틀:What는 수직 오버스캔 대신 수평 오버스캔을 사용하여 6.4 킬로비트/초의 저속 프로그램 관련 데이터를 전송하는데, 이는 VCR에 데이터 손상 없이 기록될 수 있을 정도로 느리다. 미국에서 내셔널 데이터캐스트는 PBS 네트워크 방송국을 오버스캔 및 기타 데이터 방송에 사용했지만, 2009년 디지털 텔레비전 전환으로 인해 디지털 TV로 이동했다.

## 오버스캔 양

BBC에 따른 4:3 및 16:9 화면비의 액션 세이프 및 타이틀 세이프 영역의 삽화

저해상도 형식에 대한 오버스캔 양에 대한 엄격한 기술 사양은 없다. 일부는 5%라고 하고, 일부는 10%라고 하며, 액션 세이프에 비해 더 많은 여백이 필요한 타이틀 세이프의 경우 이 수치가 두 배가 될 수 있다. 오버스캔 양은 위에서 명시된 고해상도 형식에 대해 지정된다.
다양한 비디오 및 텔레비전 방송 시스템은 각기 다른 양의 오버스캔을 필요로 한다. 대부분의 수치는 권장 사항 또는 일반적인 요약 역할을 하는데, 오버스캔의 본질은 브라운관과 같은 구형 기술의 가변적인 한계를 극복하는 것이기 때문이다.
그러나 유럽 방송 연맹은 16:9 와이드스크린 텔레비전 제작에 대한 안전 영역 권장 사항을 가지고 있다.
BBC의 공식 제안은 실제로는 각 측면당 3.5% / 5%를 권장한다(p21, p19 참조). 다음은 요약이다.
|                    | 액션 세이프 | 액션 세이프 | 타이틀 세이프 | 타이틀 세이프 |
|                    | 수직        | 수평        | 수직          | 수평          |
| 4:3                | 3.5%        | 3.3%        | 5.0%          | 6.7%          |
| 16:9               | 3.5%        | 3.5%        | 5.0%          | 10.0%         |
| 14:9 (16:9에 표시) | 3.5%        | 10.0%       | 5.0%          | 15.0%         |
| 4:3 (16:9에 표시)  | 3.5%        | 15.0%       | 5.0%          | 17.5%         |

마이크로소프트의 엑스박스 게임 개발자 가이드라인은 화면 너비와 높이의 85퍼센트를 사용하거나, 각 측면당 7.5%의 타이틀 세이프 영역을 권장한다.

### 용어
타이틀 세이프 또는 세이프 타이틀은 가장자리에서 충분히 멀리 떨어져 있어 텍스트가 왜곡 없이 깔끔하게 표시되는 영역이다. 세이프 영역 밖에 배치된 텍스트는 일부 구형 CRT TV 세트에서 표시되지 않을 수 있다(최악의 경우).
액션-세이프 또는 세이프 액션은 고객이 액션을 볼 것으로 예상되는 영역이다. 그러나 전송된 이미지는 MPEG 프레임 720x576의 가장자리까지 확장될 수 있다. 이는 일부 고객이 보지 못할 영역에도 합리적인 품질의 이미지가 존재해야 한다는 텔레비전 고유의 요구 사항을 제시한다. 이는 와이드스크린 자르기에서 사용되는 것과 동일한 개념이다.
TV-세이프는 위 두 가지에 대한 일반적인 용어이며, 둘 중 하나를 의미할 수 있다.

### 아날로그-디지털 해상도 문제

#### 720 대 702 또는 704
표준 화질 비디오의 샘플링(디지털화)은 1982년 Rec. 601에서 정의되었다. 이 표준에서 기존 아날로그 비디오 신호는 13.5MHz로 샘플링된다. 따라서 라인당 활성 비디오 픽셀 수는 샘플링 속도에 활성 라인 지속 시간(동기 펄스, 블랭킹 등을 포함하지 않는 각 아날로그 비디오 라인의 활성 비디오를 포함하는 부분)을 곱한 값과 같다.
- 625라인 50Hz 비디오(일반적으로 잘못해서 "PAL"이라고 부름)의 활성 라인 지속 시간은 52μs이며,[12] 이는 라인당 702픽셀을 제공한다.
- 525라인 60Hz 비디오(일반적으로 "NTSC"라고 올바르게 부름)의 활성 라인 지속 시간은 52.856μs이며,[13] 이는 라인당 약 713.5픽셀을 제공한다.

두 형식을 동일한 라인 길이 내에 수용하고, 아날로그 비디오의 타이밍이 관련 표준에 설정된 허용 오차 내외에 있을 경우 활성 영상의 일부가 잘려나가는 것을 방지하기 위해 총 디지털 라인 길이는 720픽셀로 선택되었다. 따라서 영상은 각 측면에 얇은 검은색 막대를 가질 것이다.
704는 실제 아날로그 라인 길이에 가장 가까운 mod(16) 값이며, 각 측면에 검은색 막대가 생기는 것을 피한다. 704의 사용은 다음과 같이 추가적으로 정당화될 수 있다.
- 625라인 아날로그 비디오는 575개의 활성 비디오 라인을 포함한다[14](두 개의 반 라인 포함). 반 라인을 디지털 표현의 용이성을 위해 전체 라인으로 반올림하면 576라인이 되는데, 이는 575에 가장 가까운 mod(16) 값이기도 하다. 동일한 영상 화면비를 유지하기 위해 활성 픽셀 수를 703.2로 늘릴 수 있으며, 이는 704로 반올림할 수 있다.
- 525라인 아날로그 비디오는 485개의 활성 비디오 라인을 포함한다[13](두 개의 반 라인 포함되지만, 일반적으로 클로즈드 캡션 데이터가 각 필드의 첫 번째 "활성 영상" 라인을 차지하므로 483개의 영상 라인만 존재). 가장 가까운 mod(16) 값은 480이다. 동일한 영상 화면비를 유지하기 위해 활성 픽셀 수를 706.2로 줄일 수 있으며, 이는 mod(16)을 위해 704로 반올림할 수 있다.

비디오 편집기, 특정 ITU 표준, MPEG 등에서 발견되는 "표준" 화소 가로세로비 데이터는 일반적으로 위의 근사치에 기반하며, 작성자의 임의에 따라 704 또는 720 픽셀이 전체 4x3 또는 16x9 영상과 일치하도록 조정된다.
표준을 준수하는 비디오 처리 소프트웨어는 모든 720픽셀을 활성 그림으로 채우지 않아야 하지만(중앙 704픽셀만 실제 이미지를 포함해야 하며, 이미지 측면의 나머지 8픽셀은 수직 검은색 막대를 구성해야 함), 최근에 디지털로 생성된 콘텐츠(예: 최근 영화 DVD)는 종종 이 규칙을 무시한다. 이로 인해 이러한 픽셀이 4x3 또는 16x9보다 넓은 것을 나타내는지(Rec.601을 따른다면 그럴 것임), 아니면 정확히 4x3 또는 16x9를 나타내는지(조정된 720-참조 픽셀 화면비 중 하나를 사용하여 생성되었다면 그럴 것임)를 파악하기 어렵다.
702/704와 720 픽셀/라인의 차이는 공칭 아날로그 블랭킹이라고 한다.

#### 625 / 525 또는 576 / 480
방송에서 아날로그 시스템 설명에는 가시적인 영상에 사용되지 않는 라인도 포함되지만, 디지털 시스템은 볼 수 있는 내용이 포함된 신호만 "번호를 매기고" 인코딩한다.
따라서 625(PAL) 및 525(NTSC) 프레임 영역은 수직 고정이 풀리고 화면이 롤링할 때 볼 수 있는 더 많은 오버스캔을 포함한다.
아날로그에서 사용할 수 있는 이 간격의 일부는 수직 귀선 기간으로 알려져 있으며, 문자 다중 방송 서비스(영국의 시팩스 및 자막)와 같은 구형 데이터 방송에 사용될 수 있다. 디지털 텔레비전의 동일 서비스는 이 방법을 사용하지 않고 대신 종종 MHEG를 사용한다.

#### 480 대 486
525라인 시스템은 원래 480이 아닌 486라인의 그림을 포함했다. 1990년대 초반부터 대부분의 저장 및 전송 시스템의 디지털 기반은 아날로그 NTSC가 480라인의 그림만 가질 것으로 예상했음을 의미한다 – SDTV, EDTV, DVD 비디오를 참조하라. 이것이 "4:3 비율"을 704x480 또는 704x486과 동일하게 해석하는 방식에 어떤 영향을 미치는지 불분명하지만, 640x480의 VGA 표준이 큰 영향을 미쳤다.

## 같이 보기
- 1:1 픽셀 매핑
- HD 레디 1080p
- 블리드 (인쇄)
- 공칭 아날로그 블랭킹